# Velykodolynske
Velykodolynske (ukrainien : Великодолинське, russe : Великодолинское, Velikodolinskoïé) est une commune urbaine de l'oblast d'Odessa, en Ukraine. Elle compte 13 972 habitants en 2021.

## Géographie
La commune se trouve au bord de la rivière d'Akkarjanka à 21 km d'Odessa, 17 km d'Ovidiopol et 8 km de Tchornomorske.

## Histoire
Le village est fondé en 1804 sous le nom de Gross Liebenthal par le gouverneur français d'Odessa, Richelieu, qui fait venir des deux côtés de la rivière des colons allemands luthériens dans ce qui était alors la Nouvelle-Russie. L'Encyclopédie Brockhaus et Efron y compte à la fin du XIXe siècle plus de trois mille habitants. On y trouve alors deux églises luthériennes, deux écoles paroissiales, un dispensaire, une briqueterie-tuilerie, un moulin à vapeur, etc.
Une météorite tombe sur le bourg en 1881, recevant le nom de Gross Liebenthal. En 1918, la localité prend le nom de Bolchaïa Akkarja. Pendant la Grande Guerre patriotique de 1941-1945 la localité est occupée par la Wehrmacht et son allié roumain, jusqu'au printemps 1944.
Les habitants d'origine allemande (Volksdeutsche) sont déportés vers l'Ouest, en particulier en Pologne. Elle reçoit le nom de Velikodolinskoïé en 1945, lorsqu'on fait venir de nouveaux habitants russophones, en majorité russes, du reste de l'URSS. Elle obtient le statut de commune de type urbain en 1957. Elle atteint en 1969 un nombre de 7 600 habitants. L'usine de béton armé et la briqueterie emploient un grand nombre d'ouvriers.
Au 1er janvier 2013, la commune atteint un nombre de 13 330 habitants.